# Siddhanth Thingalaya
Siddhanth Thingalaya (* 1. März 1991) ist ein indischer Hürdenläufer, der sich auf die 110-Meter-Distanz spezialisiert.

## Sportliche Laufbahn
Erste internationale Erfahrungen sammelte Siddhanth Thingalaya im Jahr 2010, als er bei den Juniorenasienmeisterschaften in Hanoi in 13,96 s die Silbermedaille über die Juniorenhürden gewann und sich damit für die Juniorenweltmeisterschaften in Moncton qualifizierte, bei denen er mit 14,09 s in der ersten Runde ausschied. Anfang Oktober nahm er an den Commonwealth Games in Neu-Delhi teil, scheiterte aber dort mit 14,06 s im Vorlauf und anschließend konnte er bei den Asienspielen in Guangzhou seinen ersten Lauf nicht beenden. 2013 belegte er dann bei den Asienmeisterschaften in Pune in 13,89 s den vierten Platz und im Jahr darauf nahm er erneut an den Commonwealth Games in Glasgow teil, schied dort aber erneut mit 13,93 s in der ersten Runde aus. Anschließend erreichte er aber bei den Asienspielen in Incheon das Finale, in dem er mit 13,73 s auf den sechsten Platz gelangte. 2015 schied er dann aber bei den Asienmeisterschaften in Wuhan mit 14,10 s in der Vorrunde aus.
2017 verbesserte er in Mesa den indischen Rekord auf 13,48 s und wurde anschließend bei den Asienmeisterschaften in Bhubaneswar in 13,72 s Fünfter. Zudem nahm er erstmals an den Weltmeisterschaften in London teil, scheiterte dort aber mit 13,64 s im Vorlauf. Im Jahr darauf startete er über 60 m Hürden bei den Hallenweltmeisterschaften in Birmingham, scheiterte dort aber mit 7,93 s in der Vorrunde.
2015 und 2019 wurde Thingalaya indischer Meister im 110-Meter-Hürdenlauf.

## Persönliche Bestleistungen
- 100 m Hürden: 13,48 s (−0,9 m/s), 10. Juni 2017 in Mesa (indischer Rekord)
  - 60 m Hürden (Halle): 7,70 s, 14. Januar 2017 in Seattle